# لین لمی
لین لومی (انگلیسی: Lynn LeMay؛ زاده ۱ دسامبر ۱۹۶۱) بازیگر پورنوگرافی اهل ایالات متحده آمریکا است.